# Ken MacKenzie
Ken MacKenzie (Ontario, Canadá; 10 de marzo de 1934-Guilford, Connecticut; 14 de diciembre de 2023) fue un beisbolista y entrenador de béisbol canadiense que jugó seis temporadas con cinco equipos en la MLB en la posición de pitcher.

## Carrera

### Jugador
MacKenzie firmó contrato con los Milwaukee Braves en 1956 como parte de sus equipos filiales tras salir de los Yale Bulldogs, pasando a ser lanzador relevista en 1959 en su tercera temporada como profesional. Luego de lanzar en 14 partidos con Milwaukee entre 1960 y 1961, fue vendido a los New York Mets el 11 de octubre de 1961, un día después de haberse realizado el Draft de expansión.
En 1962 MacKenzie tuvo un récord de 5–4 y fue el único lanzador del equipo en esa temporada que ganó más partidos de los que perdió, ya que los Mets en esa temporada perdieron 120 partidos. En 1963 MacKenzie sería nuevamente el único lanzador de los Mets con récord ganador al terminar con récord de 3-1 luego de que el equipo perdiera 111 partidos en esa temporada. Sin embargo, sería cambiado a los St. Louis Cardinals el 5 de agosto de 1963. MacKenzie terminó la temporada con ocho victorias, cinco derrotas y cuatro salvamentos, con promedio de carreras permitidas de 4.96 en 76 partidos con los Mets. Esas ocho victorias con los Mets serían las únicas en su carrera. 
MacKenzie después pasaría de las Cardinals a los San Francisco Giants y luego de los Houston Astros en 1965, pasando por los equipos filiales Triple-A en el proceso.
En su carrera ganó ocho de 18 decisiones en 129 partidos (solo uno de ellos como abridor), con cinco salvamentos. Lanzó 2081⁄3 entradas, permitió 231 hits, dio 63 bases por bola y ponchó a 142.

### Entrenador
Fue en entrenador de la sección de béisbol de los Yale Bulldogs y del equipo de hockey sobre hielo de 1969 a 1979. El 27 de agosto de 2022, participó en el primer día del recuerdo de los Mets desde 1964 en la celebración del 60° aniversario de la franquicia. Fue uno de los seis jugadores que asistieron en el equipo inaugural de los Mets.

### Muerte
Ken MacKenzie murió en su hogar en Guilford, -connecticut el 14 de diciembre de 2023 a la edad de 89 años. No se informaron la causa de su fallecimiento.